# Vetlichaam

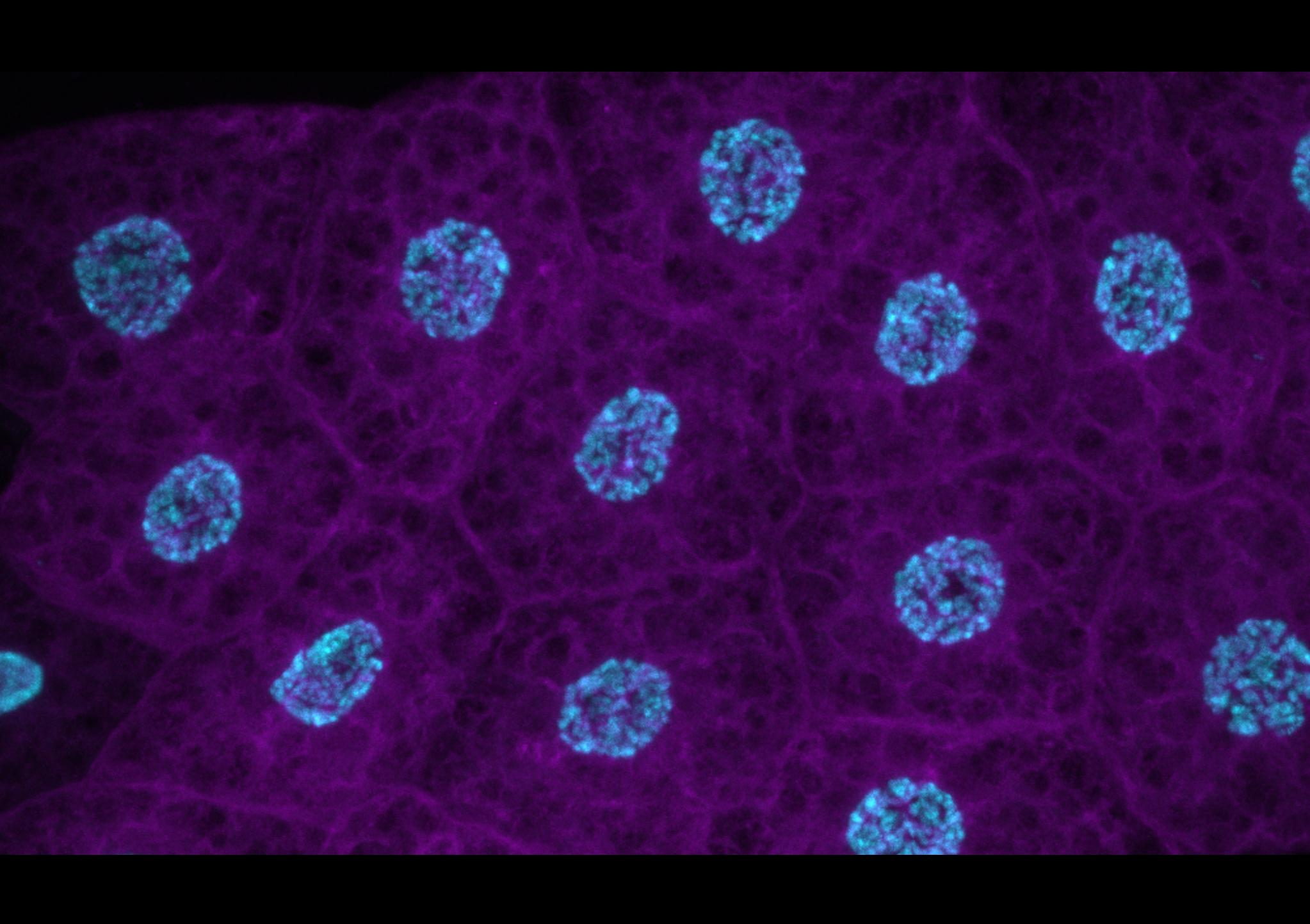
Gekleurde cellen van een vetlichaam van Drosophila. De celkernen zijn lichtblauw gekleurd, de cellen violet.

Het vetlichaam bestaat hoofdzakelijk uit opslagcellen en komt voor bij insecten en rondwormen. Het komt verspreidt voor in de lichaamsholte (speudocoel) van het insect en de rondworm in de nabijheid van de epidermis (insecten) of cuticula (rondwormen), spijsverteringsorganen en eierstokken. Het wordt omspoeld door de hemolymfe. De belangrijkste functies zijn de opslag van reservestoffen en metabolistische activiteit, waarvoor het vaak wordt vergeleken met een combinatie van vetweefsel en lever bij zoogdieren. Het kan echter ook een rol spelen bij bijvoorbeeld: endocriene regulatie, systemische immuniteit, vitellogenese (dooiervorming bij een ei) en aan het onderdak bieden aan microbiële symbionten.
In het vetlichaam worden glycogeen (koolhydraten), lipiden en eiwitten opgeslagen. Deze kunnen worden gevormd uit laagmoleculaire voorlopers. De opslag van eiwitten heeft een speciale functie. In larven is het vetlichaam een bijzonder krachtig synthese-orgaan voor dooiereiwitten, waardoor het bij de verpopping de benodigde energie levert voor de metamorfose naar imago.
Het vetlichaam wordt bij een goede voedselvoorziening groter en  kleiner in tijden van voedselgebrek.
De aanwezigheid, structuur, cellulaire samenstelling, locatie en functies variëren sterk tussen insecten, zelfs tussen verschillende soorten van hetzelfde geslacht of tussen ontwikkelingsstadia van hetzelfde individu, waarbij andere gespecialiseerde organen sommige of alle functies van het vetlichaam overnemen.
Het vetlichaam is het beste bestudeerd bij de insecten, maar komt ook voor bij Chelicerata, Crustacea en alle belangrijke klassen van de Myriapoda, hoewel niet bij alle onderklassen.

## Vetlichaam bij bijen
De honingbij absorbeert nauwelijks lipide via het dieet. Om aan hun behoeften te voldoen worden in het vetlichaam de lipiden gevormd uit koolhydraten. De voorlopers van bijenwas worden daar ook geproduceerd, waarbij het vetlichaam in direct contact staat met de wasproducerende klieren.

## Vorming
Het vetlichaam is van mesodermale oorsprong en bestaat normaal gesproken uit een netwerk van dunne lobben of kleine knobbeltjes in de lichaamsholte onderbroken door bindweefsel en tracheaen, zodat de meeste cellen in direct contact staan met de hemolymfe.

## Parasitisme
Sluipwespen leggen hun eitjes in het vetlichaam van rupsen, waarna de larven eerst het vetlichaam opeten. Hierdoor blijft de rups in het begin van het parasitisme nog leven.